# Gyula Ferdinandy

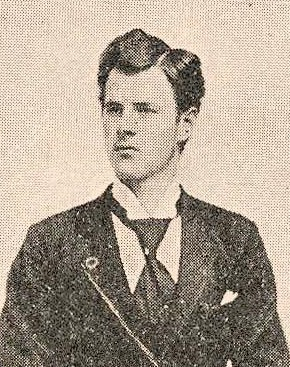
Gyula Ferdinandy, 1896

Gyula Ferdinandy von Hidasnémeti (* 1. Juni 1873 in Kassa, Komitat Abaúj, Königreich Ungarn; † 16. Januar 1960 in Szikszó) war ein ungarischer Politiker und Minister.

## Leben
Nach dem Jurastudium arbeitete Ferdinandy in der öffentlichen Verwaltung. Als Obernotar des Komitats Abaúj-Torna organisierte er während der Ungarischen Krise (1905) den Widerstand gegen die Regierung von Ministerpräsident Géza Fejérváry und musste deshalb seine Arbeitsstelle verlassen. Ab 1912 war er Dozent an der Rechtsakademie in Kassa und in Budapest. Vom 14. März bis 19. Juli 1920 war Ferdinandy Justizminister im Kabinett von Sándor Simonyi-Semadam und danach bis 19. Februar 1921 Innenminister im Kabinett von Pál Teleki.